# (37565) 1988 VL3
1988 في أل 3 (ويعرف أيضًا باسم (37565) 1988 في أل 3 وفق تسمية الكوكب الصغير) (بالإنجليزية: 1988 VL3)‏ هو كويكب ضمن حزام الكويكبات؛ وترتيبه 37565 من حيث الاكتشاف.
اكتُشف هذا الجُرم الفلكي بواسطة Kazuro Watanabe ‏ في 3 نوفمبر 1988.

## وصلات خارجية
- (37565) 1988 VL3 في قاعدة بيانات مختبر الدفع النفاث لأجرام النظام الشمسي الصغيرة

- الاكتشاف · مخطط المدار ·  العناصر المدارية · المعلمات المادية

- (37565) 1988 VL3 على موقع ويكي سكاي: DSS2, SDSS, GALEX, IRAS, Hydrogen α, X-Ray, Astrophoto, Sky Map, Articles and images